# Batalla de Sadowa
La batalla de Sadowa (o Sadová) o batalla de Königgrätz (actual Hradec Králové) del 3 de julio de 1866, librada en el marco de la guerra de las Siete Semanas, permitió un avance considerable en el proceso de la unificación alemana, consolidando la hegemonía prusiana dentro de los Estados alemanes en detrimento del Imperio austríaco.
Tras las guerras napoleónicas, el Congreso de Viena de 1815 restableció el antiguo orden entre las potencias europeas institucionalizando la Confederación Germánica, una alianza entre los Estados alemanes y Austria. El origen de la guerra austro-prusiana está en las crecientes tensiones entre las dos grandes potencias alemanas en cuanto a la dominación de la Confederación.
Así mismo esta batalla puso de manifiesto la revolución táctica tras la adopción del fusil de cerrojo; la potencia de fuego de la infantería acabó con la carga a bayoneta y el choque frontal preconizados en el siglo XVII.

## Contexto
El Ejército imperial austriaco, que contaba con 528 000 soldados, estaba listo para el combate en 1866, pero casi una cuarta parte de esos hombres debía quedarse a defender Austria y Hungría. La multiplicidad de frentes propiciada por la hostilidad italiana hizo necesario repartir los diez cuerpos de infantería y las cinco divisiones de caballería en un ejército del Norte, de 238 000 hombres, confiados al general Benedek, y un ejército del sur, formado por 74 000 hombres agrupados en tres cuerpos y dirigido por el archiduque Alberto. Por su parte, Prusia disponía de 320 000 hombres, de los que una décima parte eran caballería, repartidos en cuatro ejércitos, formando la Guardia un cuerpo de reserva estratégico.
Al sumarse las fuerzas de Hanóver, Hesse y Baviera al ejército imperial austriaco, las fuerzas que se encontraron en Bohemia eran similares.
Sin embargo, la efectividad de las tropas no era comparable. Aunque los austriacos habían modernizado la artillería, su falta de recursos e inmovilismo táctico les hizo desdeñar adoptar innovaciones técnicas que acabaron siendo decisivas. No ocurría lo mismo en Prusia. Su Estado Mayor, bajo la dirección del general Helmuth von Moltke y con el apoyo del rey Guillermo I y de su canciller Otto von Bismarck, había aumentado la eficacia del Ejército. La mitad de los soldados contaban con fusiles de cerrojo Dreyse, con una cadencia de tiro muy superior a la de los que utilizaba la otra mitad, que eran fusiles de avancarga Lorenz. Este tipo de fusil anticuado era precisamente el que usaba la totalidad del ejército austríaco.
Las maniobras militares eran frecuentes en el Ejército prusiano, que las realizaba cada año para que los mandos se entrenaran en el empleo de grandes unidades. En cambio, el Ejército imperial austríaco se contentaba con desfiles y ejercicios de regimiento.
Las opciones tácticas de cada uno de los estados mayores reflejan las consecuencias de esta situación. Los generales austriacos estaban convencidos de que solo se lograría la victoria con arriesgados ataques a bayoneta calada. Contra este ataque, la rapidez de tiro de los fusiles de cerrojo prusianos hacía estragos. Y también existía una superioridad evidente de los mandos prusianos frente a los austriacos.

## Desarrollo

Desarrollo de la batalla de Sadowa.

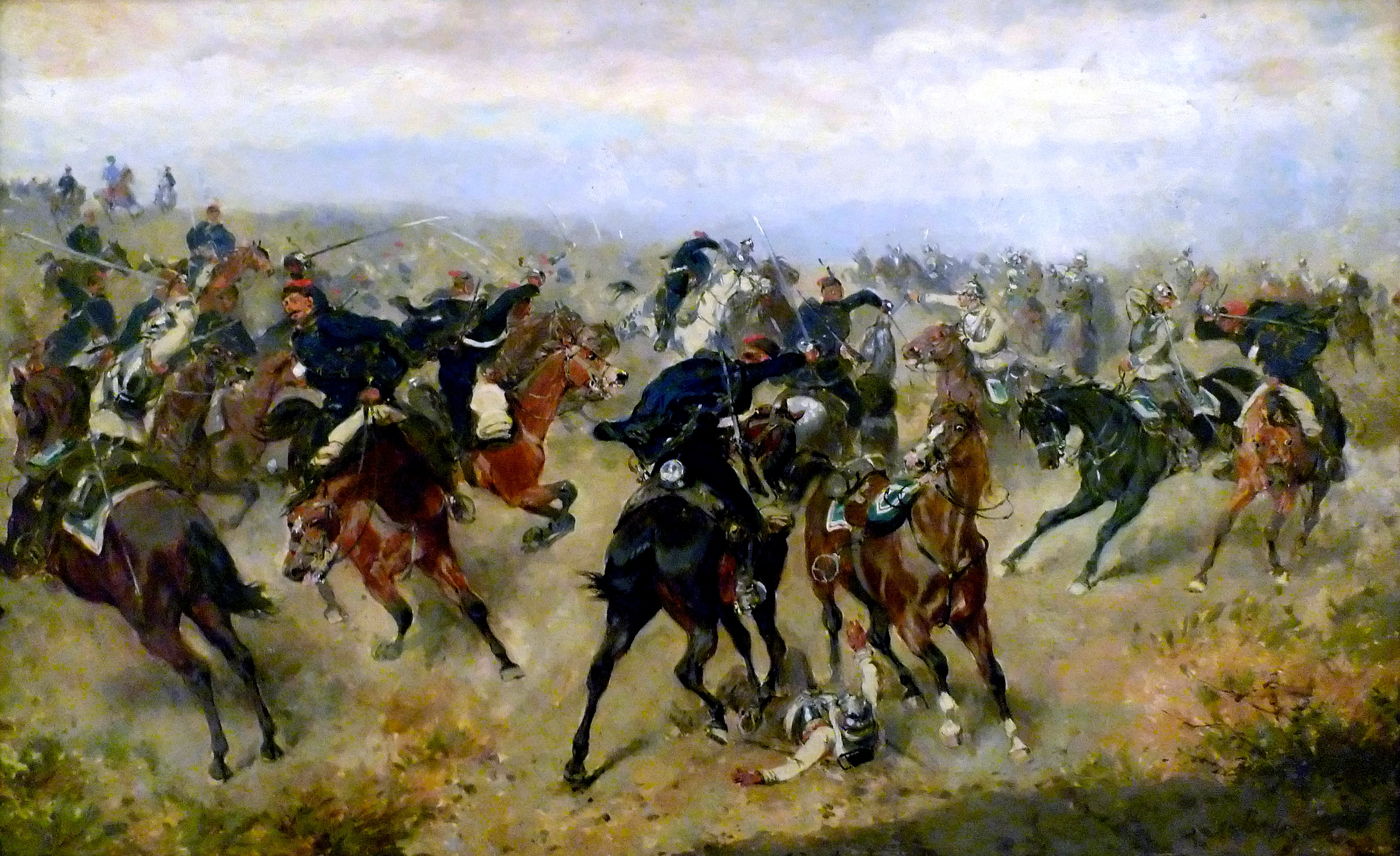
Combate entre la caballería prusiana y la caballería austríaca en la batalla de Sadowa (A. Bensa 1866).

El emperador austriaco entregó el mando al brillante general magiar Ludwig von Benedek, que aceptó a regañadientes, consciente tanto de su inexperiencia contra los prusianos como en el conocimiento de Bohemia, donde tendría lugar el choque, Sadowa y el Elba (a sus espaldas) con la fortaleza de Königgrätz en la otra orilla.
Las fuerzas prusianas se dividieron en dos ejércitos. El segundo, al mando del príncipe Federico y con órdenes de atacar el centro, se hallaba aún lejos cuando Von Moltke cometió el error de enfrentarse a los austríacos. Moltke esperaba encontrarlos (como era más lógico) al otro lado del Elba, y en cambio se los topó de frente al hacer avanzar al Segundo Ejército. La derecha austríaca estaba formada por los cuerpos dirigidos por los condes austríacos Von Thun y Von Festetics que, lejos de aceptar su inactividad y las órdenes de un húngaro, decidieron avanzar, dejando al descubierto el flanco. En esa zona boscosa fueron diezmados, aunque también lo fue la 7.ª División prusiana que les hizo frente, sabedora de que de ceder, caería el centro.
Tomada la posición a tan alto coste, los austriacos debieron retroceder ante la llegada in extremis del Primer Ejército del príncipe heredero por el flanco austriaco; mientras, el centro fue tomado, perdido y vuelto a tomar por los prusianos. A Benedeck solamente le quedó emplear la caballería para cubrir una retirada a través de los puentes sobre el Elba, habiendo perdido cuarenta y cuatro mil hombres.

## Consecuencias
La batalla de Sadowa fue decisiva en la guerra austro-prusiana; tres semanas después se firmó el armisticio en Praga. Proporcionó una gran oportunidad a los estadistas prusianos por desbrozar el camino hacia la unificación alemana, en particular con la “Pequeña Alemania” (Alemania sin Austria) con la consecuente fundación de la Confederación Alemana del Norte.
Johann Gottfried Piefke (1815-1884), compositor prusiano de música militar, compuso la “Königgrätzer Marsch” en conmemoración de la victoria de Prusia en esta batalla. Desde entonces, "Piefke" es también el epónimo que usan los austriacos para referirse despectivamente a los alemanes, denotando todas las características negativas que se atribuían a los prusianos: persona arrogante, avara y que se cree superior.
Los franceses se resintieron de esta victoria prusiana y exigieron la "Revancha por Sadova" ("Revanche pour Sadova") que se materializó en la guerra franco-prusiana de 1870.